# Trichilia rubescens
Espèce
Synonymes
- Trichilia batesii C. DC.[1]
- Trichilia derumieri De Wild.[1]
- Trichilia laurentii De Wild.[1]
- Trichilia papillosa Pierre ex A. Chev.[1]

Trichilia rubescens est une espèce de plantes de la famille des Meliaceae et du genre Trichilia, présente en Afrique tropicale.

## Description
C'est un arbuste ou arbre pouvant atteindre 18 m de hauteur.

## Distribution
L'espèce est présente en Afrique tropicale, au Nigeria et au Cameroun, très largement aussi vers l'est dans le bassin du Congo jusqu'en Ouganda et en Tanzanie. 

## Utilisation
Son bois est utilisé localement pour le chauffage et la fabrication du charbon de bois. On l'emploie également pour fabriquer des poteaux, des manches d'outils, des cuillères.